# Anne Quast
Anne Quast (mariée plusieurs fois, elle est aussi connue sous les noms Anne Decker, Anne Welts, Anne Sander), née le 31 août 1937 à Everett dans l'État de Washington aux États-Unis est une golfeuse américaine amateur. Elle a remporté le Championnat de golf amateur des États-Unis femmes trois fois (1958, 1961, 1963) et était finaliste trois fois (1965, 1968, 1973).

## Tournois remportés
Cette liste est probablement incomplète
- 1952 Washington State Junior Girls'
- 1954 Washington State Junior Girls', Women's Western Junior Girls'
- 1955 Washington State Junior Girls', Washington State Women's Amateur
- 1956 Washington State Women's Amateur, Hollywood Women's Invitational Four-Ball Champion (with Ruth Jessen), Women's South Atlantic Amateur, Women's Western Amateur
- 1957 Helen Lee Doherty Invitational
- 1958 Championnat de golf amateur des États-Unis femmes[4]
- 1961 Championnat de golf amateur des États-Unis femmes[4], Women's Western Amateur
- 1963 Championnat de golf amateur des États-Unis femmes[4]
- 1980 British Ladies Amateur[1]
- 1982 North and South Women's Amateur
- 1983 North and South Women's Amateur
- 1985 California Women's Amateur
- 1987 U.S. Senior Women's Amateur[1]
- 1988 Women's Western Amateur
- 1989 U.S. Senior Women's Amateur[1]
- 1990 U.S. Senior Women's Amateur[1]
- 1993 U.S. Senior Women's Amateur[1]

## Source de la traduction
- (en) Cet article est partiellement ou en totalité issu de l’article de Wikipédia en anglais intitulé « Anne Quast » (voir la liste des auteurs).